# Dimitrie Macedonski
Dimitrie Macedonski né en 1783 et mort le 10 janvier 1843, est un militaire et un homme politique roumain.